# Dombóvár díszpolgárainak listája
Ez a lap a Pro Oppido Dombóvár díszpolgári cím viselőinek listáját tartalmazza.
| Évszám | Név                                  | Foglalkozás                                                                                  |
| ------ | ------------------------------------ | -------------------------------------------------------------------------------------------- |
| 2020   | Molnár István                        | mezőgazdasági vállalkozó, egyetemi tanár                                                     |
| 2019   | Mutschler Ferenc dr.                 | nyugalmazott szülész-nőgyógyász főorvos                                                      |
| 2018   | Kodály Zoltánné Péczely Sarolta      | énekművész                                                                                   |
| 2018   | Szőke Sándorné dr.                   | nyugalmazott gimnáziumi tanár, helytörténész                                                 |
| 2017   | Geresdi István                       | nyugdíjas vasutas, korábbi MÁV Építési Főnökség-vezető                                       |
| 2016   | Szabó Imre dr.                       | ny. gimnáziumi tanár, volt polgármester és országgyűlési képviselő                           |
| 2015   | Ambrus Sándor István                 | szobrász, képzőművész                                                                        |
| 2015   | Antal István                         | nyugalmazott tanácselnök                                                                     |
| 2015   | Berta Bálint dr.                     | nyugalmazott gimn. igazgató                                                                  |
| 2014   | Varró Sándor Prof. Dr. dr. Habil.    | fizikus, tudományos tanácsadó, az MTA doktora                                                |
| 2013   | Fenyvesi Béla                        | népművelő, zenész                                                                            |
| 2012   | Mészárosné Fodor Klára               | tanár, helytörténész                                                                         |
| 2011   | Berger Rezső dr.                     | sebész                                                                                       |
| 2010   | Gundy Sarolta dr.                    | klinikai genetikus, rákkutató, az Országos Onkológia Intézet volt tudományos osztályvezetője |
| 2010   | Zahorcsek Alfonz dr.                 | nyugalmazott kórházigazgató, főorvos                                                         |
| 2009   | Csillag László                       | magasépítő technikus                                                                         |
| 2008   | Harangozó László                     | vasúti üzemmérnök, körzeti üzemfőnök, majd ennek megszűnése után vontatási főnök             |
| 2007   | Majoros János                        | keramikusművész                                                                              |
| 2007   | Takács Istvánné                      | nyugalmazott gimnáziumi tanár, helytörténész                                                 |
| 2006   | Magda Tamás dr.                      | tüdőbelgyógyász szakorvos, Tüdőbeteg-gondozó Intézet vezetője                                |
| 2005   | Ivanich Miklós                       | zongoraművész                                                                                |
| 2005   | Ujváry Lajos                         | festőművész                                                                                  |
| 2003   | Pataki Ferenc                        | fejszámolóművész                                                                             |
| 2003   | Varga Ferenc dr.                     | városi vezető ügyész                                                                         |
| 2002   | Bodai József                         | testnevelő tanár                                                                             |
| 2000   | Éles Simon                           | városgazdálkodási munkavezető, biokertész                                                    |
| 2000   | Farkasdi András                      | esperes, címzetes apát                                                                       |
| 1998   | Eretnek János                        | általános iskolai tanár                                                                      |
| 1996   | Pancza Ernő                          | kovács                                                                                       |
| 1995   | Regattin Virgilio                    | Szociális Otthon, Tüdőgondozó, Kórház, Vöröskereszt önzetlen támogatója                      |
| 1995   | Vidóczy László                       | dombóvári tanácselnök                                                                        |
| 1994   | Sáfár László dr.                     | gyermekgyógyász, városi csoportvezető főorvos                                                |
| 1994   | Gömöry József                        | középiskolai tanár                                                                           |
| 1994   | Heinrich Becht                       | építési vállalkozó                                                                           |
| 1993   | Decsi János dr.                      | egyetemi tanár                                                                               |
| 1993   | Habsburg Ottó dr.                    | az Európai Parlament tagja, Nemzetközi Páneurópai Unió elnöke                                |
| 1993   | Majoros Lászlóné Medveczky Gabriella | vöröskeresztes aktivista, a második magyar női ejtőernyős                                    |
| 1991   | Buzánszky Jenő                       | labdarúgó, az Aranycsapat tagja, olimpiai bajnok                                             |
| 1991   | Kaponya Judit                        | festőművész                                                                                  |
| 1991   | Széles Lajos                         | feltaláló                                                                                    |
| 1991   | Rózsa Norbert                        | úszó, Európa-, világ- és olimpiai bajnok                                                     |
| 1984   | Gyuricza István                      | dombóvári járási tanácselnök                                                                 |
| 1984   | Lóki Miklósné                        | a Városi Szociális Betegotthon vezetője                                                      |
| 1980   | Bertus Ferenc                        | a dombóvári ÁFÉSZ vezetője                                                                   |
| 1980   | Sáfár Lászlóné dr.                   | csecsemő- és gyermekgyógyász, KÖJÁL főorvos                                                  |
| 1976   | Szőke Sándor dr.                     | gimnáziumi tanár, helytörténész                                                              |
| 1975   | Kiss János                           | dombóvári járási főjegyző                                                                    |